# Magnus Walker
Magnus Walker (* 7. června 1967) je britský módní návrhář a sběratel automobilů. V roce 1986 se usadil ve Spojených státech amerických, konkrétně v Detroitu. Zanedlouho odešel do Los Angeles, kde se věnoval prodeji vadného oblečení. Později začal upravovat kalhoty, které začaly nosit různé celebrity. První z nich byl zpěvák Taime Downe z kapely Faster Pussycat. Později jeho oblečení nosili například zpěvák Alice Cooper, herec Bruce Willis či zpěvačka Madonna. Po dobu 21 let byl ženatý. Jeho manželka Karen zemřela v roce 2015. Je také sběratelem automobilů Porsche 911. V roce 2015 se objevil v počítačové hře Need for Speed.